# Sar Khareh-ye Soflá
Sar Khareh-ye Soflá (persiska: سر خره سفلیٰ) är en ort i Iran.   Den ligger i provinsen Khuzestan, i den centrala delen av landet, 600 km söder om huvudstaden Teheran. Sar Khareh-ye Soflá ligger 14 meter över havet och antalet invånare är 154.
Terrängen runt Sar Khareh-ye Soflá är platt. Runt Sar Khareh-ye Soflá är det ganska tätbefolkat, med 62 invånare per kvadratkilometer. Närmaste större samhälle är Hendījān, 19,8 km söder om Sar Khareh-ye Soflá. Trakten runt Sar Khareh-ye Soflá är ofruktbar med lite eller ingen växtlighet.